# Cova de la Granota
La Cova de la Granota o Roca de la Granota es troba a Vilassar de Dalt, el Maresme, al Parc de la Serralada Litoral, declarat bé cultural d'interès local.
Es tracta d'un abrigall natural format per una sèrie de grans boles granítiques amuntegades. És al terme de Vilassar de Dalt: Situats al Pi de la Creu de Can Boquet, s'hi pot baixar per la pista en direcció mar i aviat girant a l'esquerra la que mena a Cabrils. A uns 680 m, a peu de pista i a l'esquerra, hi ha una torre metàl·lica amb diverses antenes. Des d'aquest punt, prenem referència de la bola granítica que es destaca més amunt i es puja pel mig del bosc fins a arribar-hi. Coordenades: x=445666 y=4597845 z=345. UTM: 31 N - 445580 - 4597639.
El conjunt configura dues cambres a nivells diferents i es va utilitzar com a lloc d'inhumació col·lectiva durant el Neolític. Vist des del camí, té una certa semblança amb una granota i d'ací li ve el nom: la gran bola superior en seria el cos i les pedres que la sostenen les potes.

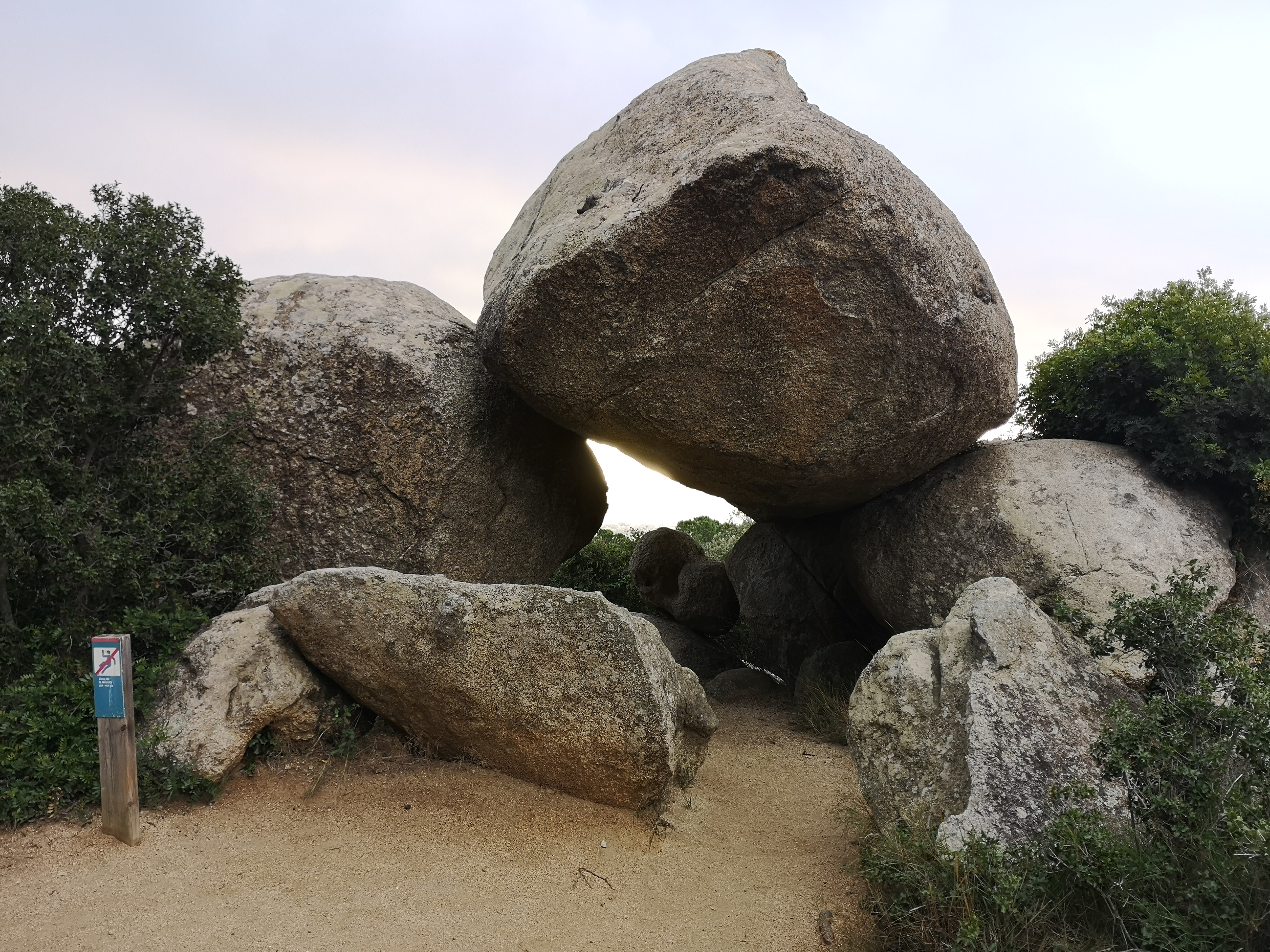
Cova de la Granota

Pau Ubach, uns dies després de descobrir el 1950 la cova que duria el seu nom (Cova d'en Pau), va observar a prop un amuntegament granític encara més gran que el de la seva cova. Va localitzar l'entrada principal al recinte, que estava tapada amb pedres, i va trobar en superfície diferents fragments de ceràmica i d'un crani humà. El Grup Arqueològic del Museu de Vilassar de Dalt va iniciar aviat els treballs i va excavar la cambra inferior el mateix 1950, però sense resultats. La cambra superior es va excavar el 1955 i s'hi van trobar tres enterraments (uns sis individus en total) i un destacat aixovar funerari (el més ric de tot el Parc).
L'aixovar el constituïen tres ganivets de sílex, diverses puntes de sageta, un botó perforat de pedra polida, un bol de ceràmica, dues plaquetes de diorita verda, una dena de collaret de variscita i fragments de diversos elements. Aquest material és del Calcolític (2200 aC-1800 aC) i s'exposa al Museu-Arxiu de Vilassar de Dalt.